# إدغار ج. آدمز
إدغار ج. آدمز (بالإنجليزية: Edgar J. Adams) كان عضوًا جمهوريًا في مجلس النواب في ميشيغان من عام 1897 وحتى عام 1900. شغل منصب رئيس مجلس النواب خلال الدورة الـ 40 التشريعية. 
ولد آدمز في أغسطس 1866، ابن كل من جورج ومارغريت آدمز. في سن السادسة، انتقلت عائلته إلى مزرعة في مقاطعة مونرو، حيث التحق بالمدرسة، ومرة أخرى، بعد ست سنوات، انتقلت العائلة إلى مزرعة في مقاطعة غراتيوت. كان والد آدمز أحد أقرباء جون وجون كوينسي آدمز. قام بتدريس فصل دراسي واحد في عمر 17 عامًا، وبعجها عمل لصالح هوبكنز وليون في ماونت بليزنت. علم آدمز نفسه القانون، وبعد انتقاله إلى غراند رابيدز في عام 1892، تم قبوله في نقابة المحامين عام 1894. 
إعادة انتخاب آدمز في عام 1898 كانت مثار للجدل، حيث عارضه الحاكم هازين بينجري ‏ وأعضاء حزبه السياسي. فكان انتخابه رئيسًا في عام 1899 محفوفًا بالصراع الشديد، ووصف بأنه «واحدة من أكثر المعارك المريرة والحازمة التي شهدها على الإطلاق.» 
خدم آدامز كمندوب في المؤتمر الذي صاغ دستور ميشيغان ‏ عام 1908. وكان عضوا في فرسان بايثياس ‏ .